# Adib al-Shishakli
Adīb ibn Ḥasan al-Shīshaklī (in arabo أديب بن حسن الشيشكلي‎?; Hama, 1909 – Goiás, 27 settembre 1964) è stato un militare e politico siriano; fu presidente della Repubblica di Siria.

## Gioventù
Adīb al-Shīshaklī nacque a Hama da una famiglia curda siriana. Servì nelle forze armate francesi durante il Mandato e in seguito completò i suoi studi nell'Accademia Militare di Damasco, dove aderì al Partito Nazionalista Sociale Siriano (PNSS), un partito politico fondato da Antun Saade che mirava a creare una "Grande Siria" all'interno delle sue antiche frontiere califfali. Suo fratello, Ṣalāḥ, era anch'egli membro del PNSS. Dopo l'indipendenza conseguita dalla Siria, Shishakli comandò un reggimento dell'Esercito Arabo di Liberazione che combatteva contro le forze sioniste in occasione della guerra arabo-israeliana del 1948 che terminò col riconoscimento della nascita dello Stato d'Israele.

## Carriera militare e politica
Dopo la disfatta araba del 1948, il colonnello Ḥusnī al-Zaʿīm portò a segno un colpo di Stato nel 1949 che mise termine al regime parlamentare e multipartitico. Anṭūn Saʿāde, il presidente-fondatore del PNSS, dovette fuggire dal Libano, dove era stato condannato a morte. Si rifugiò in Siria, dove il col. al-Zaʿīm gli promise protezione. Tuttavia, qualche mese appena più tardi, al-Zaʿīm consegnò Saʿāde alle autorità libanesi che lo fucilarono.

Dopo questo tradimento, al-Zaʿīm fu a sua volta vittima di un nuovo colpo di Stato. Il col. Sami al-Hinnawi, membro del PNSS, volendo vendicare la morte di Saʿāde, arrestò il col. al-Zaʿīm e lo fece giustiziare. La moglie di Saʿāde ricevette una lettera dello stesso al-Hinnawi che la informava che la morte di suo marito era stata vendicata.
Shishakli collaborò con al-Hinnawi, il nuovo Presidente della Repubblica siriano.

## Presa di potere
Nel dicembre del 1949, Shishakli organizzò e portò a segno un terzo colpo di Stato militare, arrestando il Presidente al-Hinnawi per metter fine all'influenza hascemita in Siria. L'opportunità di un'unione della Siria con l'Iraq (governato da una monarchia hascemita, come la Giordania) continuò tuttavia ad essere sostenuta dal Primo ministro Nazim al-Qudsi.
Per limitare l'influenza degli hascemiti, Shishakli fece in modo che in ogni governo il ministro della Difesa fosse il suo braccio destro, Fawzi Selu. Quando il Primo ministro, Ma'ruf al-Dawalibi, che era filo-iracheno, rifiutò l'ingresso nel suo Gabinetto di Selu, Shishakli lo fece arrestare, il 28 novembre 1951 e dopo di lui fece arrestare tutti gli uomini politici pro-Iraq, ivi compreso il suo antico Primo Ministro al-Qudsi. Per protesta, Hashim al-Atassi si dimise dal Governo e raggiunse i ranghi dell'opposizione. Shishakli profittò della crisi per nominare il suo camerata Selu Capo di Stato Maggiore, Primo ministro, ministro della Difesa e capo dello Stato. Ma Selu non era che un fantoccio: ogni potere era in realtà nelle mani di Shishakli, che diresse la politica di governo da dietro le quinte, presiedendo nello stesso tempo un Comitato militare segreto..

## Shīshaklī al potere
Alla fine del 1951, numerose manifestazioni scoppiarono in Siria in sostegno degli indipendentisti egiziani che erano insorti contro l'occupante britannico. Davanti a tali manifestazioni e per non attirarsi le ostilità dei britannici, Shīshaklī intervenne militarmente per la seconda volta. Iniziò con lo sciogliere il Parlamento, spinse alle dimissioni il Presidente della Repubblica e finì col vietare l'esistenza del Partito Nazionale e del Partito del Popolo.
In un primo tempo, il Partito Comunista Siriano, il Baʿth e il Partito Socialista Arabo sfuggirono alla repressione ma Shīshaklī e l'opposizione intrattennero difficili relazioni e il 6 aprile 1952 tutti i partiti politici furono vietati..
Immediatamente dopo, la stampa fu vittima della censura, gli scioperi e gli assembramenti di persone furono interdetti e vietata la pubblicazione di ogni giornale che non fosse filo-governativo.
Nell'agosto del 1952 Shīshaklī fondò un partito politico filo-governativo, il Movimento di Liberazione Arabo e il Paese conobbe per la prima volta l'esperienza frustrante del regime monopartitico.
Il Baʿth, entrato in clandestinità, annodò relazioni con l'opposizione di sinistra e con gli ufficiali che si opponevano al regime.
Il 28 dicembre 1952, le autorità scoprirono il complotto e 66 ufficiali vennero arrestati.
Il giorno dopo, Michel ʿAflaq, Salah al-Din al-Bitar e Akram Hourani furono arrestati e imprigionati ma fruirono di varie complicità in seno alle stesse forze armate e riuscirono a evadere e a riparare in Libano.
I tre uomini politici organizzarono quindi l'opposizione anti-Shīshaklī da Beirut, ma Shīshaklī ottenne che fossero espulsi, tanto che essi dovettero raggiungere l'Italia.
Piegata definitivamente l'opposizione, Shīshaklī organizzò un regime fortemente presidenziale e, nelle prossimità delle elezioni che aveva convocato, liberalizzò un poco la Siria e legalizzò di nuovo i partiti ma, disorganizzata dalla dura repressione che era costretta a patire, l'opposizione reclamò a gran voce il differimento della tornata elettorale.

Il governo rifiutò e le elezioni vennero allora boicottate. Il MLA (partito di Shishakli) vinse ovviamente le elezioni ottenendo 72 degli 82 seggi che formavano il parlamento.
Il partito (vuota crisalide senza alcuna capacità rappresentativa) operò nondimeno per l'integrazione della società dell'elemento femminile e si richiamò a un socialismo moderato. Alcuni rimproverano Shīshaklī di essersi comportato in tali frangenti come una sorta di "Cesare arabo". Nel 1953, Shīshaklī organizzò un referendum per farsi eleggere Presidente della Repubblica ma, di fronte a una forte dissidenza, abbandonò tale proposito.

## Politica estera
Shishakli mantenne buone relazioni coi Paesi occidentali e conservò un atteggiamento intransigente nei confronti di Israele. Le relazioni della Siria con la Giordania e l'Iraq hascemita furono sporadiche, ma i suoi maggiori timori gli provennero dalla rapida diffusione degli ideali nasseriani in tutto il mondo arabo, anche se vari storici pensano che il colpo di Stato in Egitto dei Liberi Ufficiali nel 1952 si fosse ispirato proprio ai colpi di Stato di Shishakli del 1949 e del 1951.

Aveva tuttavia buone relazioni anche con la famiglia reale dell'Arabia Saudita, col re ʿAbd al-ʿAzīz ibn Saʿūd e col re di Giordania Ṭalāl che (al contrario del padre ʿAbd Allah e di suo figlio, il futuro re Husayn) non nutriva alcuna ambizione sulla Siria. Malgrado i dissensi con vari paesi arabi - politica filo-occidentale e origini curde - egli adottò una politica siriana decisamente panaraba.
Le sue relazioni con gli Stati Uniti e il Regno Unito furono altalenanti. Sollecitamente, dal momento della sua presa di potere e malgrado le reiterate dichiarazioni favorevoli alla democrazia parlamentare, Londra lo sostenne, sperando che i siriani avrebbero accettato un trattato di difesa nel Vicino Oriente filo-britannico. Gli USA stanziarono importanti somme a Shishakli affinché  accettasse di accogliere in Siria dei rifugiati palestinesi, alleviando così il peso materiale e morale di Israele, premendo anche perché ad essi - diventati apolidi a causa dello spossessamento dei territori su cui vivevano, fosse concessa la cittadinanza siriana. Malgrado ciò, tuttavia, egli rifiutò, perché non poteva accettare la disfatta araba e rifiutava di firmare un trattato di pace con Israele.

## Caduta
Atassi e il leader druso, Sultan al-Atrash animarono l'opposizione a Shishakli. La più grande riunione contraria a lui si era svolta a Homs, nella casa di al-Atassi. Per tutta risposta, Shishakli aveva fatto arrestare i figli di entrambi gli esponenti siriani.

Un crescente malcontento fece esplodere una rivolta nel Gebel Druso. Gli insorti erano sostenuti dalla Giordania e dall'Iraq hascemiti. La rivolta annoverava tra le sue file vari dissidenti delle forze armate e godeva del sostegno di numerosi militanti ba'thisti.
Il 25 gennaio, ʿAflaq, al-Bīṭār e Hourani, che nel frattempo erano rientrati in patria, furono di nuovo arrestati a causa di questa rivolta.
Il malcontento crebbe vistosamente, guadagnando strati sempre più ampi di popolazione, come pure delle forze armate, e il giorno stesso, il gen. Mustafa Hamdun, comandante della guarnigione di Aleppo mosse i primi passi per un colpo di Stato che sarà realizzato nel febbraio del 1954. Shishakli dovette in tutta fretta abbandonare la Siria per il Libano, nel timore dell'esplosione di una guerra civile. Gkli artefici del colpo di Stato erano membri del Partito Comunista Siriano, dirigenti drusi, membri del partito Baʿth. Tutti, probabilmente, beneficiarono dell'appoggio iracheno.
Con la caduta di Shishakli furono liberati tutti i prigionieri politici, le forze armate rientrarono nelle caserme, il parlamento del 1949 restaurato e un nuovo Governo costituito.
In Libano, dove aveva trovato rifugio, Shishakli fu minacciato di morte dal capo druso libanese Kamal Jumblatt, fondatore e presidente del Partito Socialista Progressista. Davanti a tale minaccia, Shishakli si rifugiò in Brasile.
Prima che si realizzasse l'unione tra Siria ed Egitto e si costituisse perciò la Repubblica Araba Unita (RAU) nel 1958, Shishakli ebbe l'idea di utilizzare le somme che l'Iraq aveva consegnato agli insorti siriani che ne avevano provocato la caduta, per condurre a segno un nuovo colpo di Stato. Il putsch fu però un completo fallimento a causa del buon lavoro svolto dai servizi segreti siriani e Shishakli fu a quel punto condannato a morte.
Il 27 settembre 1964, Shishakli fu assassinato in Brasile da un druso siriano incaricato dal Governo siriano del nuovo "uomo forte", Hafiz al-Asad, di vendicare i bombardamenti delle forze armate fedeli a Shishakli sulle montagne siriane dove vivevano i drusi. Il Governo di Damasco prese in seguito la decisione di uccidere tutti gli uomini della famiglia Shishakli, ovunque si fossero trovati nel mondo. Solo due uomini di questa famiglia sopravvissero a questa feroce politica.
Quando il druso che aveva assassinato Shishakli morì nel 2005, fu onorato come un eroe nazionale dalla sua comunità.